# Shikina-en
O Shikina-en (識名園) é um jardim residencial situado numa pequena colina ao sul do castelo de Shuri em Naha, na prefeitura de Oquinaua, no Japão. A residência e os seus jardins também são conhecidos como Shichina-nu-Udun (シチナヌウドゥン) ou Jardins Meridionais (南苑), em contraste aos Jardins Orientais (東苑) ou Uchayaudun (御茶屋御殿), que foram construídos numa pequena colina a leste do castelo de Shuri em 1677. Em 1992, Hiroshi Shō, o bisneto de Sho Tai, o último rei do Reino de Ryukyu, doou o mausoléu real de Tamaudun e o Shikina-en à cidade de Naha.

## História
Os jardins foram construídos em 1799 para ornamentar uma das residências da família Shō, que governava o antigo Reino de Ryukyu. No ano seguinte, os jardins foram utilizados para a receção de um embaixador enviado da China. Em 1941, os jardins foram designados para proteção nos termos da lei de 1919, mas acabaram sendo completamente destruídos durante a Batalha de Oquinaua em 1945. A restauração teve início em 1975 e levou cerca de vinte anos, tendo um custo de cerca de oitocentos milhões de ienes. Em 1976, os jardins foram classificados como Sítio de Beleza Paisagística, e em 2000 foram redesignados como Sítio Especial de Beleza Paisagística e foram incluídos na inscrição de bens culturais dos Sítios Gusuku e Propriedades Relacionadas do Reino de Ryukyu, declarados Património Mundial da Humanidade pela Organização das Nações Unidas para a Educação, a Ciência e a Cultura (UNESCO). Os jardins cobrem uma área de 4,2 hectares, e a designação da UNESCO inclui uma zona-tampão de mais 84,2 hectares.
O jardim possui uma lagoa com duas ilhas pequenas, um pavilhão hexagonal de estilo chinês e os outros pavilhões com azulejos vermelhos, cujo uso era reservado para as classes superiores, as pontes arqueadas de estilo chinês, e as plantações sazonais de prunus mume, wisteria, e platycodon grandiflorus. As combinações das decorações japonesas e chinesas foram consideradas como "peculiares de Ryukyuan" pela UNESCO e pelo órgão consultivo Conselho Internacional de Monumentos e Sítios (ICOMOS).